# سيراتوبس
السيراتوبس  (الاسم العلمي: Ceratops )، (تعني: "قرني الوجه")، هو جنس من ديناصورات المشكوك في أسمائها من السيراتوبسياتيَّات الآكلة للأعشاب والتي عاشت خلال أواخر العصر الطباشيري. تم العثور على أحافيرها في تكوين نهر جوديث في مونتانا. وبالرغم من ضعف المعلومات عنه، إلا أن السيراتوبس مهم في تاريخ الديناصورات، لأنه جنس نمطي به تم تسمية كل من السيراتوبسياتيَّات (Ceratopsia) والسيراتوبسيَّات (Ceratopsidae). وسبب الشكوك في اسمه هو قلة المواد التي يمكن الرجوع إليها بثقة كعينات أفضل.